# Кольская ВЭС
Кольская ВЭС — ветряная электростанция, расположенная на 80 км Серебрянского шоссе на территории Кольского полуострова в Мурманской области. Состоит из 57 турбин общей мощностью 201 МВт, вырабатывает порядка 750 млн кВт⋅ч в год, что позволит предотвратить выбросы до 600 тысяч тонн CO2-эквивалента ежегодно. Объект расположен на территории площадью 257 гектаров и является крупнейшим в мире действующим ветропарком, расположенным за полярным кругом.
Кольский ветропарк принадлежит российской генерирующей компании ЭЛ5-Энерго (ранее — Энел Россия).

## История строительства
В июне 2017 года в рамках проведённого российским правительством тендера на строительство объектов ветрогенерации ЭЛ5-Энерго (на тот момент — «Энел Россия») получила право на реализацию проекта Кольской ВЭС. 19 сентября 2019 года на площадке строительства ветропарка был заложен первый камень.
1 декабря 2022 года ЭЛ5-Энерго получила разрешение на ввод в коммерческую эксплуатацию первой очереди Кольской ВЭС мощностью 170 МВт (84 % от проектной мощности). С 1 марта 2023 года ветропарк вышел на 100 % установленной мощности. 12 мая 2023 года состоялась торжественная церемония запуска Кольской ВЭС, в которой приняли участие заместитель Председателя Правительства Российской Федерации Александр Новак, Губернатор Мурманской области Андрей Чибис и Главный исполнительный директор ПАО «Лукойл» Вадим Воробьёв.